# Gasolin'
Gasolin' var en dansk rockgruppe, der blev dannet i 1969 på Christianshavn og eksisterede omkring ni år frem. Gruppen bestod af Wili Jønsson, Franz Beckerlee, Bjørn Uglebjerg – senere erstattet af Søren Berlev – og med Kim Larsen som forsanger og frontfigur. Gasolin' blev 1970'ernes absolut mest populære danske rockorkester, og både plader og koncerter solgte i et hidtil uset omfang. Orkesteret forsøgte flere gange at skabe et internationalt gennembrud, men succesen rakte kun til de øvrige nordiske lande, hvor de blev et ret stort hit.
Senere har Gasolin' opnået enorm succes i dansk og skandinavisk rockmusiks historie, og gruppen har nærmest fået mytologisk status. Musikken, de store ambitioner og det anspændte forhold mellem Franz Beckerlee og Kim Larsen, der på én gang var drivkraften i bandet, og det, der ledte til bandets opløsning, var med til at holde myten om Gasolin' i live. Gasolin' nyder stadig voldsom popularitet i Danmark, hvilket blev understreget da bandet i 2003 udgav The Black Box – en samling af de oprindelige danske udgivelser (Gas 1 – 7 + Live Sådan). Bokssættet lå i mere end 100 uger på pladebranchens Top 40-liste, og er solgt i omkring 150.000 eksemplarer.

## Musikken og historien
Deres produktion tæller danske rock-klassikere som "Langebro", "Fi-fi dong", "Se din by fra tårnets top" "På banen (Derudaf)", "Det var Inga, Katinka og Smukke Charlie på sin Harley", "Stakkels Jim", "Kvinde min", "Rabalderstræde", "Masser af succes", "Hva' gør vi nu, lille du?", "Kloden drejer stille rundt", "Sirenesangen", "This Is My Life", "Det bedste til mig og mine venner", "Strengelegen" og "Kattemor".
Musikalsk lænede Gasolin' sig op ad samtidens internationale rocklyd, mens deres tekster var særpræget danske. Teksterne var ofte humoristiske og satiriske, og kunne næsten minde om revyviser – tilsat melodiøs og karakteristisk rockmusik. Lige som revyteksterne, kunne Gasolin's numre være politiske og samfundskritiske, men de blev altid leveret med et særligt lune. Den revyagtige stil kan bl.a. tilskrives, at Gasolin' fik hjælp af Mogens Mogensen til nogle af deres tekster. Mogensen skrev teksten til "Tremastet beton".

### Starten
Gasolin's rødder rækker tilbage til slutningen af 1960'erne i Sofiegården på Christianshavn. I midten af 1960'erne flyttede Wili Jønsson og Kim Larsen ind på Sofiegården. Ligeledes kom Franz Beckerlee ofte på Sofiegården, og han og Jønsson begyndte at skrive sange og øve sammen. Tom McEwan var på et tidspunkt trommeslager, indtil Bjørn Uglebjerg kom til. Kim Larsen, der kendte både Franz Beckerlee og Wili Jønsson fra Sofiegården, kom med som sanger. Medlemmerne var på det tidspunkt relativt ukendte i musiksammenhænge, bortset fra Franz Beckerlee, der tidligere havde spillet saxofon og medvirkede i Contemporary Jazz Quartet.
Franz Beckerlee var stærkt inspireret af jazzmusik, og de mere eksperimenterende musikere som Jimi Hendrix, mens Kim Larsen var til den mere folkelige tone. Samtidig var både "Pink Alice" og "Jackie Boo Flight" på tale som bandnavn, men begge forslag blev droppet, da man ikke kunne nå til enighed om et af dem. En beboer på Sofiegården foreslog, at bandet skulle hedde Gasoline (amerikansk for benzin), efter Franz Beckerlee havde udtalt, at han mente, at bandets funktion var at ”tanke folk op”. E'et i Gasoline blev til en apostrof, og så var navnet Gasolin' en realitet. En vigtig figur i bandets start var manager Bjarne Kamby.

Gasolin' startede for alvor i november 1969 i et lille baggårdslokale på Christianshavn, og havde sin debutoptræden i Secret Service Station, som var en kortlivet beat-undergrundsklub der blev lukket ned af myndighederne. Gasolin' var i de første få år et psykedelisk rock-band, og havde succesfuld optræden på en Skandinavisk beat-festival i Stockholm. Det var tiden omkring ungdomsoprøret, og Christianshavn var et meget alternativt miljø, hvor der både blev eksperimenteret med stoffer og alternative livsstile. Man gjorde oprør mod det bestående borgerlige samfund, hvilket også prægede Gasolin's musik.
Det var en turbulent tid for bandmedlemmerne, og den 26. februar 1969 blev deres opholdssted Sofiegården stormet af politiet. Bagefter besatte Kim Larsen og Franz Beckerlee Stærekassen, som var et femetagers hus der blev revet ned af myndighederne. Omkring 100 politifolk ryddede ejendommen den 24. maj 1972. Livet og stemningen på Christianshavn satte et tydeligt præg på Gasolin', og de har uden tvivl fundet stor inspiration i kvarteret. Flere af bandets tekster viser klare relationer til Christianshavn, der forblev deres udgangspunkt igennem hele gruppens eksistens.

### De danske plader
Frem til 1971 var Gasolins sange næsten udelukkende på engelsk. I de første år var deres jobs og indtægter ret beskedne. Gasolins første single var "Silky Sally" som ikke førte til større opmærksomhed. Et mindre gennembrud kom, da de lavede musik til filmen Angående Lone som samtidig var gruppens andet singleudspil. "Johnny The Jackpot", den tredje single, blev indspillet i Rosenberg-studiet med Freddy Hansson som producer og var samtidig gruppens sidste single på engelsk, indtil 1973.
I 1971 afløste Søren Berlev den hidtidige trommeslager, Bjørn Uglebjerg, og dermed var den endelige besætning på plads. Samme år udgav Gasolin' deres første lp Gasolin' (ofte omtalt som Gas 1). Pladen var på dansk og havde Poul Bruun som primus motor for pladeselskabet CBS, igen med Freddy Hansson som producer og Poul Bruun som co-producer. Gasolin' brugte 10 dage i studiet, hvorefter pladen blev mixet i England på et af den tids bedste anlæg i Trident Studios. Pladen udkom i oktober 1971, og blev godt modtaget af både publikum og anmeldere.
Indspilningen af Gas 2 blev præget af en lang turné og kampen for at bevare Stærekassen, der lå Dronningensgade 1 – hvor bl.a. Larsen og Beckerlee boede, og som kommunen agtede at rive ned. Trods en ihærdig indsats, lykkedes det ikke beboerne at forhindre nedrivningen, og den 24. maj 1972 stormede politiet huset, og fjernede dets beboere. Den episode inspirerede Kim Larsen – som var iblandt dem, der blev båret ud af politiet – til sangen "Hva' gør vi nu, lille du" og i filmen Midt om natten, samt titelsangen af samme navn. Gas 2 blev indspillet på Bjørnø og færdiggjort i Rosenberg-studiet.
Efter en periode med uvenskab under indspilningen, sluttede Kim Larsen og Franz Beckerlee atter fred, og herefter fulgte en meget produktiv periode. Kim Larsen skrev så mange sange, at nogle af dem måtte sorteres fra. Nogle af dem kom i stedet med på Kim Larsens berømte soloalbum Værsgo.
Gas 3 kom i 1973 og fik stor succes. Gas 3 kom også i en engelsk udgave, der dog ikke opnåede den store succes, men Gasolins popularitet vedblev at stige i Danmark. Den 9. marts 1974 spillede Gasolin' en dobbeltkoncert med Shu-bi-dua i Slagelse. Selvom de to gruppers navne stod med lige stor tekst på plakaten, var det dog Gasolin' der var hovednavnet. Dette blev den eneste koncert, som de to bands spillede sammen, selvom de senere fik den samme koncertarrangør, Knud Thorbjørnsen. Han mente dog, at det var bedre for forretningen at sælge billetter til to forskellige koncerter frem for én stor.
Gas 4 (Stakkels Jim) udkom i november 1974, og også denne plade fik stor succes i Danmark, men heller ikke den engelsksprogede udgave af dette album slog nævneværdigt igennem i udlandet. Med udgivelsen af Gas 5 i 1975 opnåede Gasolin' sit helt store gennembrud.
Efter en turne i USA indspillede Gasolin' i 1976 livepladen Live sådan. Bandets største koncert var den 1. juli 1976 i Idrætsparken for 10.000 til 11.000 tilskuere. Samme år udkom også pladen Gas 6 (Efter endnu en dag).
I løbet af sommeren 1977 indspillede Gasolin' albummet Gas 7 (Gør det noget), der blev udsendt i september 1977. Pladen blev vel modtaget hos både publikum og anmeldere. Samme år havde bandet sin anden største koncert den 3. august i Idrætsparken for 5.000 tilskuere.

### Drømmen om USA
Den store danske succes førte til, at Gasolin' følte, at deres berømmelse i Danmark havde nået toppen, og at der derfor var basis for at udvikle bandet andre steder i verden. Drømmen var at opnå berømmelse i USA. Det lykkedes Gasolin' at få en kontrakt med CBS, om at indspille en amerikansk version af GAS 5, hvor "Rabalderstræde" (som dog kom med på albummet i den danske version) var blevet til "What a Lemon". Deres 'valbyengelsk' blev pudset af, og pladen indspillet. I efteråret 1976 turnerede Gasolin' i USA. Da de vendte hjem igen, blev de mødt af en del kritik i de danske medier. De havde ikke slået igennem i USA, og blev samtidig beskyldt for at have solgt ud af deres værdier.
Den amerikanske udgave af Gas 5 blev udgivet i USA i august 1976. I oktober rejste Gasolin' til USA for at promovere pladen, der havde modtaget rosende anmeldelser. Men turen blev en fiasko, der kostede bandet omkring 1,2 millioner kr.[kilde mangler] I Danmark var Gasolin' dog populære som aldrig før, og de deltog bl.a. i flere tv-shows. Statsminister Anker Jørgensen citerede endda Kim Larsen i sin nytårstale: "Det er en kold tid, vi lever i," sagde statsministeren. Det kendte citat stammer fra Kim Larsen-nummeret "Det er en kold tid", udgivet på Christianiapladen i 1976.
I december 1976 gik Gasolin' i gang med demo-optagelser til et nyt amerikansk album. De samarbejdede bl.a. med amerikaneren Steven Lemberg, der skrev tekster, og de fik skabt kontakt til produceren Felix Pappalardi. I februar 1977 gik de i Sweet Silence-studiet. Mens båndene blev mixet i USA, fortsatte Gasolin' deres turné. Mixet lå klar i maj 1977, men pladeselskabet meldte, at man ikke ville sende pladen ud på det amerikanske marked, da den amerikanske udgave af GAS 5 kun havde solgt i ca. 20.000 eksemplarer. Det lykkedes heller ikke at finde en ny promotor til en ny turné i USA, og det amerikanske eventyr var dermed slut for det danske band.
Skuffelsen over USA-fiaskoen og de interne magtkampe førte i sidste ende til Gasolins opløsning. Den 21. august 1978 spillede Gasolin' for sidste gang før opløsningen, da de gav koncert i Folkets Park i Malmø. På dette tidspunkt havde deres popularitet i Sverige og Norge nået samme højder som i Danmark. Orkesteret blev dog kortvarigt gendannet i december 1982, hvor Gasolin' optrådte som en del af rock-forestillingen Gorilla Galla, der turnerede i Danmark.
Gasolin' var på dette tidspunkt "løbet tør for brændstof". Wili Jønsson fortalte, med et glimt i øjet, i et interview om årsagen til Gasolins opløsning, at et bandmedlem havde fået en kolonihave, og at han "ønskede at bruge mere tid der".

### Konflikter
Gennem hele bandets niårige historie var Gasolin' præget af konflikter bandmedlemmerne imellem. Gennem hele perioden var de fire medlemmer nærmest konstant sammen, og bølgerne gik til tider højt. Det var især forholdet mellem guitaristen Franz Beckerlee og sangeren Kim Larsen, der slog gnister. Konflikten mellem de to var hovedårsagen til Gasolins opløsning, men det var samtidig den, der gav gruppen dens dynamik og særpræg. De to var nærmest modsætninger, og det var kombinationen af de to vidt forskellige personligheder, der gjorde Gasolin' til noget særligt.
I et interview om sin anmelderroste dokumentarfilm Gasolin', der handler om bandet, udtrykker Anders Østergaard forskellen således: ”Franz kommer fra jazzscenen og går ind i rockmusikken inspireret af de lange syrede guitarsoloer – Kim Larsen vil synge sange ud fra en visetradition. Så vi har altså Jimi Hendrix kontra Osvald Helmuth”. I slutningen af 1982 var bandet kortvarigt gendannet i forbindelse med koncertrækken gorilla galla, hvor alle fire medlemmer samt den originale trommeslager Bjørn Uglebjerg deltog.

### Efter Gasolin'
31 år efter deres opløsning toppede Gasolin' i 2009 den svenske albumhitliste med et nyt opsamlingsalbum. Ifølge bandets pladeselskab har dobbeltalbummet Masser Af Succes – Greatest Hits & Greatest Live solgt 23.000 eksemplarer, hvilket ikke bare har sikret dem en førsteplads, men også en guldplade i broderlandet. Udgivelsen var rettet specifikt mod Sverige, men udkom også i Danmark og Norge. Den består af to cd'er, hvor den ene indeholder 18 af orkestrets klassiske rocksange, og den anden indeholder 15 af de bedste koncertoptagelser.

## Diskografi
| - Gasolin', 1971 - Gasolin' 2, 1972 - Gasolin' 3, 1973 - Gasolin' (UK-udgave), 1974 - Stakkels Jim, 1974 - The Last Jim (Uk-udgave), 1974 - Gas 5, 1975 - What A Lemon (UK/USA-udgave), 1976 - Gasolin' - Live sådan, (dobbelt-LP), 1976 - Efter endnu en dag, 1976 - Gør det noget, 1977 - Killin' Time, 1978 - Gøglernes aften (Live i Skandinavien), 1978 - Silky Sally/I've Got To Find The Looser, 1970 - Child Of Institution/The Escape/W.J, 1970 - Johnny The Jackpot/Get In Touch With Tomorrow, 1971 - Derudaf/Min Tøs, 1973 - Holy Jean/Lady Rain, 1973 - Lucky Linda/The Cat, 1974 - Fed Lykke Til Alle/I Love You Baby/Truckdriver Blues, 1974 - "Rabalderstræde/ Kvinde min", 1975 - Twilight Birds/Lots Of Success, 1976 | - Hva' Gør Vi Nu, Lille Du?/Keep On Knockin', 1976 - Sirenesangen/De Gule Enker, 1976 - Endelig Jul Igen/Get On The Train, 1977 - Where Do We Go Now, Mon Ami/Killin' Time, 1978 - Uh-Lu-La-Lu/ Killin' Time, 1978 - Bob-Shi-Bam (Live)/Girl You Got Me Lonely (Live), 1978, 12" - Dejlig er jorden/Endelig Jul Igen, 1978 - Supermix, 1980 - Supermix 1, 1980 - A Box Full Of Gas, 1981 - Rabalderstræde Forever, 1990 - Derudaf Forever, 1993 - A Foreign Affair, 1997 - The Early Years, 2000 - A Foreign Affair II, 2002 - The Black Box, 2003 - Masser Af Succes, 2009 |

## Filmografi
- Skæve dage i Thy, 1970
- Ang.: Lone af Franz Ernst , 1970
- Prins Piwi af Flemming Quist Møller ,1974
- Som et strejf, Torben Skjødt Jensen ,1993
- Gasolin' af Anders Østergaard, 2006